# August Osvald Westrèn-Doll

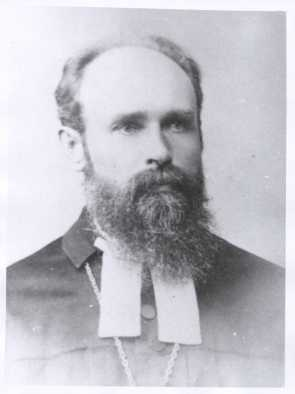
August Osvald Westrèn-Doll

August Osvald Westrèn-Doll (* 9. November 1882 in Fellin, Livland; † 24. Mai 1961 in Göttingen) war ein deutschbaltischer lutherischer Theologe und Pfarrer.

## Leben
August Osvald Westrèn-Doll studierte von 1901 bis 1906 an der Kaiserlichen Universität Dorpat und von 1906 bis 1907 in Berlin Theologie. Ab 1909 bis 1924 wirkte er als Pfarrer an der St.-Bartholomäi-Kirche in Dorpat. Ab 1920 war er dortiger Propst. Weitere Pfarrämter, die Westrèn-Doll innehatte, waren Fellin (1924–1939), Krangen (Kreis Preußisch Stargard) in Westpreußen (1939–1940), Marienburg i. Westpr. (1940) und schließlich die St.-Annen-Kirchengemeinde in Elbing, wo er bis zu seiner Ausweisung durch die polnischen Behörden amtierte. Er siedelte nach Niedersachsen über und war von 1946 bis 1955 Pfarrer in Mengershausen. Im Ruhestand lebte er in Göttingen.
Westrèn-Doll wirkte als Präsident der Gelehrten Estnischen Gesellschaft in den Jahren von 1922 bis 1927.
Ab 1953 war er Ehrenmitglied der Baltischen Historischen Kommission.